# Kujō Hisatsune
Kujō Hisatsune (九条 尚経 1468 – 1530?) fue un kuge (cortesano) que actuó de regente durante la era Muromachi. Fue hijo del regente Kujō Masamoto.
Ocupó la posición de kanpaku del Emperador Go-Kashiwabara desde 1501 hasta 1513.
Kujō Tanemichi fue su hijo adoptivo.